# ウェイバリー通りのウィザードたち
『ウェイバリー通りのウィザードたち』（原題: Wizards of Waverly Place）は米ディズニー・チャンネルの特撮テレビドラマである。全米では2007年10月12日から2012年1月6日まで、日本では2008年4月18日から2012年4月30日まで、全4シーズン放送された。2024年より、続編のウェイバリー通りのウィザードたち 魔法は止まらない!が放送中。

## あらすじ
アレックス、ジャスティンとマックスのルッソ家3兄弟はウェイバリー通りで暮らす見習い魔法使い。ただし18歳になった時、3人のうちの1人にしか魔力は残らない。魔法使いのままでいるため毎日パパから呪文や魔法のレッスンを受けている。どんな問題も魔法でちゃちゃっと解決する一方、魔法を使ってハチャメチャな事態を巻き起こしたりイタズラしたりと、見習いウィザードたちの修行生活を描いたシチュエーション・コメディ。

## 登場人物

### 主要キャスト
- アレクサンドラ・マルゲリータ・ルッソ

演：セレーナ・ゴメス（英語） / 声：小林沙苗
修行中の魔法使い。ルッソ家の中で唯一の娘で3人兄弟の真ん中（ジャスティンの妹で、マックスの姉）。人間界ではトライベッカ学園に通っている。
普段はアレックスというあだ名（略称）で呼ばれている。
とにかくめんどくさいことが嫌いで怠けていることが多く、楽するために魔法を使っているといっても過言ではない。魔力レベルは3。
読書と言えば雑誌を読むことで、宿題など魔法に関しても通常の学業に関しても勉強は滅多にしない。そのため魔法の失敗も多く、いつもジャスティンに助けを求めている。
Season3ではクラムス校長を含む人間界の政府に捕らわれた魔法使いたちを助けるために「自分を含む兄弟3人が魔法使い」だと公言してしまう。
実はクラムス校長らが捕まったというのは彼の空想の産物であり3兄弟をテストするためのものであった。
魔法使いだという正体を明かすことは最大のタブーであり、魔法の世界の裁判で有罪判決をくらい魔法の世界の政府に魔力レベルを1まで下げられる。
Season4で暗黒の天使から世界を守り、その功績がたたえられ、魔力レベルを3に戻してもらえた。
ジャスティンとはよく言い合っているが、なんだかんだ仲が良く特に恋愛などでお互いが傷ついたときは慰め合っている。
ウィザードテストに勝利し魔力を受け継いだ。
いつも明るくポジティブで、楽観的だが家族や友達を思いやれる優しい女の子である。
「めんどくさがりで結構ずる賢い。」（同局公式プロモーション映像より）
- ジャスティン・ヴィンセンツォ・ぺぺ・ルッソ

演：デヴィッド・ヘンリー（英語） / 声：庄司将之
修行中の魔法使い。ルッソ家の長男（アレックスとマックスの兄）。人間界ではトライベッカ学園に通っている。
3兄弟の中では魔法に関しても通常の学業に関しても成績がよく、ウィザードテスト合格の最有力候補で魔力レベルは5と3兄弟の中で一番高い。
知識が多いためか少しオタクっぽい。また学園ではジークと共にエイリアン語クラブに所属していて、よく2人でエイリアン語を遣い会話している。
Season3では人間界の政府に魔法使いではないのかと疑われて家族全員で捕らわれた際に、政府の人間の罠にまんまとはまり魔法使いであることを認めてしまう。
実はクラムス校長の空想の産物であったため、アレックスと同じく裁判で有罪判決をくらい魔力レベルを1まで下げられる。
独特なキャラクターとも言えるが、女性に声をかけられたりすることもある。
アレックスにはよく利用されたり騙されたりしているが、なんだかんだ可愛がっていて辛いときは支え合っている。
ウィザードテスト後はウィズ・テックの校長となり、魔力を受け継いだ。
なにかと機転が利き、優越感に浸っていることも多いが愛情深い男の子である。
「優等生でオタク気質。」（同局公式プロモーション映像より）
- マキシミリオン・アレンツォ・アーネスト・ルッソ

演：ジェイク・T・オースティン（英語） / 声：川名真知子
修行中の魔法使い。ルッソ家の次男であり末っ子（アレックスとジャスティンの弟）。人間界ではトライベッカ学園に通っている。
普段はマックスという略称で呼ばれている。常にずれた考えを持っており、いわゆる天然ボケ。彼の発言は理解されることが少ない。魔力レベルはアレックスと同じく3。
3兄弟の中では一番恋愛の話が少ないが、たびたびデートをしているよう。とはいうものの、特定の女性とは付き合っていない様子。
アレックスとジャスティンが引っかかってしまったクラムス校長のテストに兄弟の中で唯一引っかからず、魔力レベルは下げられなかった。
そのため一時期マックスがウィザードテスト合格の最有力候補になったことがある。
Season4ではアレックスとジャスティンが異なる呪文を誤って同時にかけてしまい、女の子になってしまった。
クラムス校長がルッソ家に来た際にアレックスの計らいで呪文の解き方を聞き出したため、無事に男の子に戻れた。
個性的な考えを持っているので魔法の使い方も危なっかしく、アレックスやジャスティンが彼の片付けをすることも多い。
ウィザードテスト後に魔力を失うがウェイバリーサブステーションの店長となる。
家族には愛されていて、学園の同年代の友達とは普通にテレビゲームなどもするようで、友達も多いよう。
「空気を読まない天然の怖いもの知らず。」（同局公式プロモーション映像より）
- ジェローム・ペペ・ルッソ

演：デヴィッド・デルイズ（英語） / 声：大西健晴
テレサの夫であり、ジャスティン、アレックス、マックスの父親。
普段はジェリーという略称で呼ばれている。
ウェイバリー通りで地下鉄をイメージした「ウェイバリー・サブステーション」というサンドウィッチ・ショップを経営しており、アレックスたちに（正しい）呪文や魔法を教える。
かつては魔法使いだった。彼もまた彼の弟や妹とウィザードテストを受け合格し魔力を引き継ぐ権利を獲得するが、テレサ（＝人間）との結婚に「魔法は必要ない」と弟のケルボに権利を譲る。
そのため現在は魔法は使えず普通の人間として暮らしているが、子どもたちには魔法使いの遺伝子が魔力として受け継がれる。
好物はチョコ・プディングで食べることが好き。
- テレサ・マグダレナ・マルゲリータ・ルッソ

演：マリア・キャナル・バレーラ（英語） / 声：田村聖子
ジェリーの妻で、ジャスティン、アレックス、マックスの母。魔法使いではなく、ごく普通の人間。魔法界についてはジェリーとの結婚の際に知らされた。ラテンアメリカ系。
- ハーパー・アン・フィンケル

演：ジェニファー・ストーン（英語） / 声：羽豆幸子
ルッソ3兄弟と同じくトライベッカ学園に通う普通の人間の女の子。
アレックスの親友で少しずれているところがあり、ファッションセンスや男の子を見る目は個性的。
Season2でルッソ3兄弟が魔法使いだということを知り、秘密を守ると誓う。

### サブキャスト
- ジーク・ビーカーマン

演：ダン・ベンソン（英語） / 声：深津智義
ルッソ3兄弟と同じくトライベッカ学園に通う普通の青年。ジャスティンの親友でマックスに負けず劣らずの天然な性格。ジャスティンと同じく宇宙人の言葉を話すことができる。
Season4で彼もルッソ3兄弟が魔法使いであることを聞かされ、同様に秘密を守ると誓う。
- ジュリエット・ヴァン・ヒューゼン

演：ブリジット・メンドラー（英語） / 声：牛田裕子
ジャスティンと最も長く付き合ったガールフレンド（Season2から）。ジャスティンがウェイバリー通りに新しくできたサンドウィッチショップに偵察（スパイ）をしに行ったところ、現れたジュリエットに一目惚れをし、恋仲になる。
実は彼女は吸血鬼であり、ルッソ家と敵対しているヴァン・ヒューゼン一家の娘であった。最初は付き合いを互いに反対されていたが、のちにめでたく公認となる。
彼女がミイラに捕らわれた際、ジャスティンとアレックスはメイスンが彼女の300年前の元彼であることを知る。
Season3でメイソンと戦い、彼の爪に引っかかれてしまい吸血鬼のパワーを失った。そしてジャスティンに別れを告げ、2193歳（実年齢）の老婆の姿で森の中へ去っていく。
- メイスン・グレイベック

演：グレッグ・サルキン(英語) / 声：
アレックスと最も長く付き合ったボーイフレンド（Season3から）。イギリスからやってきたトライベッカ学園の生徒で、アレックスと同じように美術が好きなため意気投合して、のちに恋仲になる。
実は彼はオオカミ人間であり、それを知ったアレックスは自分たちが魔法使いであることを話したため秘密を知っている。
Season3でジュリエットと戦い、彼女に噛まれてしまい本物のオオカミ（人間の姿には戻れない）になってしまい、彼もまた森の中へ去っていった。
しかし森の魔法使いに捕らわれていることを知ったアレックスたちは彼を救いだし、人間の姿にも戻り再び付き合い始める。
Season4で、やきもちを焼いたら手をつけられなくなるオオカミ（犬）特有の気性の荒さから大切なアレックスの授賞式をめちゃくちゃにしてしまい彼女から別れを告げられる。

## エピソード
| シーズン   | エピソード数 | 初回放送日       | 最終放送日       |
| ---------- | ------------ | ---------------- | ---------------- |
| シーズン1  | 22           | 10月12日, 2007年 | 8月31日, 2008年  |
| シーズン2  | 26           | 9月12日, 2008年  | 8月21日, 2009年  |
| 映画       | 映画         | 8月28日, 2009年  | 8月28日, 2009年  |
| シーズン3  | 28           | 10月9日, 2009年  | 10月15日, 2010年 |
| シーズン4  | 27           | 11月12日, 2010年 | 1月6日, 2012年   |
| スペシャル | スペシャル   | 3月15日, 2013年  | 3月15日, 2013年  |

### シーズン1
| #  | タイトル                                                              | プロダクションコード | 全米初放送日   |
| -- | --------------------------------------------------------------------- | -------------------- | -------------- |
| 1  | 10分間めちゃくちゃセール Crazy Ten Minute Sale                        | 102                  | 2007年10月12日 |
| 2  | ファーストキス First Kiss                                             | 103                  | 2007年10月19日 |
| 3  | チョコレートの海でおぼれそう I Almost Drowned in a Chocolate Fountain | 104                  | 2007年10月26日 |
| 4  | お騒がせウェートレス New Employee                                     | 107                  | 2007年11月2日  |
| 5  | 話のわかるパパとママ Disenchanted Evening                             | 114                  | 2007年11月9日  |
| 6  | 魔法のじゅうたんで飛行レッスン You Can't Always Get What You Carpet   | 101                  | 2007年11月10日 |
| 7  | アレックスの選択 Alex's Choice                                        | 109                  | 2007年11月16日 |
| 8  | 犬のドラゴン Curb your Dragon                                         | 108                  | 2007年11月30日 |
| 9  | 映画に行きたい！ Movies                                               | 113                  | 2007年12月14日 |
| 10 | おしゃべりなニキビ Pop Me and We Both Go Down                         | 105                  | 2008年1月6日   |
| 11 | ほれ薬で大騒ぎ Potion Commotion                                       | 110                  | 2008年2月10日  |
| 12 | ジャスティンの妹 Justin's Little Sister                               | 106                  | 2008年3月9日   |
| 13 | 魔法学校ウィズ・テック (前編) Wizard School - Part 1                  | 111                  | 2008年4月6日   |
| 14 | 魔法学校ウィズ・テック (後編) Wizard School - Part 2                  | 112                  | 2008年4月6日   |
| 15 | 不思議な試合 The Supernatural                                         | 115                  | 2008年5月18日  |
| 16 | 魔法の先生はおじさん? Alex in the Middle                              | 117                  | 2008年6月15日  |
| 17 | アレックス 恋のかけ引き Alex's Spring Fling                           | 119                  | 2008年7月5日   |
| 18 | 成績表が届いた! Report Card                                           | 120                  | 2008年7月6日   |
| 19 | アイデア泥棒 Credit Check                                             | 116                  | 2008年7月20日  |
| 20 | 15才のお祝い Quinceañera                                              | 118                  | 2008年8月10日  |
| 21 | 美術館は大混乱 Art Museum Piece                                       | 121                  | 2008年8月31日  |

### シーズン2
| #  | タイトル                                                                            | プロダクションコード | 全米初放送日   |
| -- | ----------------------------------------------------------------------------------- | -------------------- | -------------- |
| 22 | かしこいズボン Smarty Pants                                                         | 201                  | 2008年9月12日  |
| 23 | オオカミにご用心 Beware Wolf                                                        | 202                  | 2008年9月21日  |
| 24 | アレックスのおとぎ話 Graphic Novel                                                  | 203                  | 2008年10月5日  |
| 25 | 恋のカーレース Racing                                                               | 204                  | 2008年10月12日 |
| 26 | アレックスの弟 マキシーマン Alex's Brother, Maximan                                 | 205                  | 2008年10月19日 |
| 27 | ウィズ・テックを救え (前編) Saving WizTech, Part 1                                  | 208                  | 2008年10月26日 |
| 28 | ウィズ・テックを救え (後編) Saving WizTech - Part 2                                 | 209                  | 2008年10月26日 |
| 29 | 秘密を知ったハーパー Harper Knows                                                   | 206                  | 2008年11月23日 |
| 30 | 思い出のタクシー Taxi Dance                                                         | 207                  | 2008年12月7日  |
| 31 | キューピッドがやってきた! Baby Cupid                                                | 210                  | 2008年12月14日 |
| 32 | 夢を追いかけて Make It Happen                                                       | 211                  | 2009年1月1日   |
| 33 | 妖精は名女優 Fairy Tale                                                             | 213                  | 2009年1月25日  |
| 34 | あこがれのファッションショー Fashion Week                                           | 215                  | 2009年2月15日  |
| 35 | お助けハンド Helping Hand                                                           | 217                  | 2009年2月16日  |
| 36 | 美術の先生 Art Teacher                                                              | 214                  | 2009年3月1日   |
| 37 | 未来のハーパー Future Harper                                                        | 212                  | 2009年3月15日  |
| 38 | アレックスはいい子? Alex Does Good                                                  | 219                  | 2009年4月5日   |
| 39 | 巨大じゃなかった!? ヒュー・ノーマス Hugh's Not Normous                              | 216                  | 2009年4月12日  |
| 40 | おしおきされたジャスティン Don't Rain On Justin's Parade - Earth                    | 227                  | 2009年4月19日  |
| 41 | 家族でゲーム Family Game Night                                                      | 218                  | 2009年4月26日  |
| 42 | サイレント映画バンザイ！ Justin's New Girlfriend                                    | 221                  | 2009年5月2日   |
| 43 | 家庭教師チューター My Tutor, Tutor                                                  | 226                  | 2009年5月29日  |
| 44 | 自由の壁画 Paint By Committee                                                       | 229                  | 2009年6月2日   |
| 45 | パパへのプレゼント Wizard For a Day                                                 | 230                  | 2009年7月10日  |
| 46 | わくわくティーン・クルーズ Cast-Away (To Another Show)                              | 220                  | 2009年7月17日  |
| 47 | 魔法使いvsヴァンパイア ウェイバリー通りの戦い Wizards vs. Vampires on Waverly Place | 223                  | 2009年7月24日  |
| 48 | 魔法使いvsヴァンパイア ヘルシーなごちそう Wizards vs. Vampires: Tasty Bites         | 224                  | 2009年7月31日  |
| 49 | ウィザードvsヴァンパイア 恋は正直に Wizards vs. Vampires: Dream Date                | 225                  | 2009年8月7日   |
| 50 | ウィザード＆ヴァンパイアvsゾンビ Wizards & Vampires vs. Zombies                     | 228                  | 2009年8月8日   |
| 51 | 魔法の再テスト Retest                                                               | 222                  | 2009年8月21日  |

### シーズン3
| #  | タイトル                                                | プロダクションコード | 全米初放送日   |
| -- | ------------------------------------------------------- | -------------------- | -------------- |
| 52 | フランケンガールは大親友 Franken Girl                   | 301                  | 2009年10月9日  |
| 53 | ハロウィーンの夜 Halloween                              | 302                  | 2009年10月16日 |
| 54 | ジャスティンはモンスター・ハンター Monster Hunter       | 303                  | 2009年10月23日 |
| 55 | モンスターをさがせ！ Three Monsters                     | 304                  | 2009年10月30日 |
| 56 | 夜の博物館 Night at the Lazerama                        | 306                  | 2009年11月6日  |
| 57 | 思い出のドールハウス Doll House                         | 305                  | 2009年11月20日 |
| 58 | マラソン選手ハーパー Marathoner Harper                  | 307                  | 2009年12月4日  |
| 59 | 美術の女神アレックス Alex Charms a Boy                  | 313                  | 2010年1月15日  |
| 60 | ウィザードvsオオカミ人間 パート1 Wizards vs. Werewolves | 314/315              | 2010年1月22日  |
| 61 | ウィザードvsオオカミ人間 パート2 Positive Alex          | 308                  | 2010年2月26日  |
| 62 | 前向きなアレックス Detention Election                   | 309                  | 2010年3月19日  |
| 63 | おじさんはシャキーラ！ Dude Looks Like Shakira          | 317                  | 2010年4月16日  |
| 64 | ワケあり生徒会選書選挙 Eat to the Beat                  | 310                  | 2010年4月30日  |
| 65 | ハードロック・ランチ Third Wheel                        | 311                  | 2010年4月30日  |
| 66 | 仲間はずれのハーパー The Good, the Bad, and the Alex    | 312                  | 2010年5月7日   |
| 67 | スティービーの秘密 Western Show                         | 316                  | 2010年5月14日  |
| 68 | 夢のウエスタン劇場 Alex's Logo                          | 318                  | 2010年5月21日  |
| 69 | アレックスは嫌われ者！？ Dad's Buggin' Out              | 319                  | 2010年6月4日   |
| 70 | ゴキブリになったパパ Max's Secret Girlfriend            | 321                  | 2010年6月11日  |
| 71 | マックスのガールフレンド Alex Russo, Matchmaker?        | 322                  | 2010年7月2日   |
| 72 | アレックスは恋のキューピッド？ Delinquent Justin        | 323                  | 2010年7月16日  |
| 73 | もう1人のジャスティン Captain Jim Bob Sherwood          | 320                  | 2010年7月23日  |
| 74 | ジム・ボム・シャーウッド船長 Wizards vs. Finkles        | 325                  | 2010年7月30日  |
| 75 | ハーパーのパパとママ All About You-Niverse              | 326                  | 2010年8月20日  |
| 76 | アーネストおじさん Uncle Ernesto                        | 327                  | 2010年8月27日  |
| 77 | 前を向いて行こう Moving On                              | 324                  | 2010年9月10日  |
| 78 | メイスンを救い出せ Wizards Unleashed                    | 328/329              | 2010年10月1日  |
| 79 | 暴かれた？魔法 Wizards Exposed                          | 330                  | 2010年10月15日 |

### シーズン4
| #   | タイトル                                               | プロダクションコード | 全米初放送日   |
| --- | ------------------------------------------------------ | -------------------- | -------------- |
| 80  | 衝撃のアナウンス Alex Tells the World                  | 401                  | 2010年11月12日 |
| 81  | 魔法を捨てたアレックス Alex Gives Up                   | 402                  | 2010年11月27日 |
| 82  | アレックスは幸運のお守り Lucky Charmed                 | 403                  | 2010年12月10日 |
| 83  | メイスンの体の中へ Journey to the Center of Mason      | 404                  | 2010年12月17日 |
| 84  | マックスが3人いる？！ Three Maxes and a Little Lady    | 405                  | 2011年1月7日   |
| 85  | パパのお姫様はどっち？ Daddy's Little Girl             | 406                  | 2011年1月21日  |
| 86  | ジャスティンの恋はバラ色 Everything's Rosie for Justin | 407                  | 2011年2月4日   |
| 87  | 天使たちとダンス Dancing with Angels                   | 408                  | 2011年2月11日  |
| 88  | ウィザードvs天使 Wizards vs. Angels                    | 409/410              | 2011年2月18日  |
| 89  | マキシーンからマックスへ Back To Max                   | 411                  | 2011年3月11日  |
| 90  | 秘密を知ったジーク Zeke Finds Out                      | 412                  | 2011年4月8日   |
| 91  | あこがれのプロレスラー Magic Unmasked                  | 413                  | 2011年5月13日  |
| 92  | メイスンのパパとママ Meet the Werewolves               | 415                  | 2011年6月17日  |
| 93  | 猛獣使いのチェイス Beast Tamer                         | 416                  | 2011年6月24日  |
| 94  | 年間ウィザード大賞 Wizard of the Year                  | 417                  | 2011年7月8日   |
| 95  | 海辺の占い師 Misfortune at the Beach                   | 420                  | 2011年7月24日  |
| 96  | ウィザードvs小惑星 Wizards vs. Asteroid                | 418                  | 2011年8月19日  |
| 97  | 報われたジャスティン Justin's Back In                  | 419                  | 2011年8月26日  |
| 98  | アレックスの人形劇 Alex the Puppetmaster               | 421                  | 2011年9月16日  |
| 99  | 2人のハーパー My Two Harpers                           | 422                  | 2011年9月30日  |
| 100 | 謎のマンション13B号室 Wizards of Apartment 13B         | 423                  | 2011年10月7日  |
| 101 | お化けのルームメイト Ghost Roommate                    | 424                  | 2011年10月14日 |
| 102 | ゾンビたちと楽しく Get Along, Little Zombie            | 425                  | 2011年10月21日 |
| 103 | ウィザードvs暗黒の仲間たち Wizards vs. Everything      | 426                  | 2011年10月28日 |
| 104 | タイムマシンでロックンロール Rock Around the Clock     | 414                  | 2011年11月4日  |
| 105 | ハーパレラ物語 Harperella                              | 427                  | 2011年11月18日 |
| 106 | 運命のウィザード・テスト Who Will Be the Family Wizard | 428/429              | 2012年1月6日   |

## 主な舞台
主にマンハッタンにあるウェイバリー通りが舞台である。
- ウェイバリー・サブ・ステーション はルッソ家が経営するサンドイッチショップ。ルッソ家の息子たちが店員。
- 魔法教室  はアレックス、ジャスティン、マックスがジェリーから魔法の授業を受けるときに使う部屋。いつもは中古の冷凍庫で中に入るときはウェイバリー・サブ・ステーションとルッソ家の間の出入り口になる。
- ロフト はルッソ家のリビングルームでマジックライヤーでサブ・ステーションとつながっている。
- ウェイバリー通り はウェイバリー・サブ・ステーションの前の通り。店の名前はすべて番組スタッフの名前で、歩行者が多い。
- ウィズ・テック はアレックス、ジャスティンとマックスが休暇に行く魔法学校。

## ウェイバリー通りのウィザードたち ザ・ムービー
2009年にディズニー・チャンネル・オリジナル・ムービーとしてテレビ映画が製作された。

## 商品
第3シーズン発表後、ディズニー・チャンネル ワールド・ウィンド代表のゲイリー・マーシュが「知っての通り、私たちはディズニー・チャンネルのビックスターとしての彼女(セレーナ・ゴメス) 求めている」と述べた。ディズニーはシリーズとして2009年秋にアメリカ合衆国で商品を発売する。ゲームは8月に発売される。
サウンドトラックは2009年8月4日(日本で同年10月7日)に発売される。

### サウンドトラック
- ウェイバリー通りのウィザードたち インスパイア・アルバム (2009年)

### DVD
| タイトル                                        | 挿入エピソード                                                                                   | アメリカでの発売日 | おまけ |
| ----------------------------------------------- | ------------------------------------------------------------------------------------------------ | ------------------ | --- |
| Wizards of Waverly Place: Wizard School         | 魔法学校ウィズ・テック (前編), 魔法学校ウィズ・テック (後編), 犬のドラゴン, 話のわかるパパとママ | 7月29日, 2008年    | Work it like a wizard - Selena, Jake, and David's favorite things to do. A Typical day on the set- Selena, Jake, and David's life on set |
| Wizards of Waverly Place: Supernaturally Stylin | アイデア泥棒, かしこいズボン, オオカミにご用心, アレックスのおとぎ話                             | 2月10日, 2009年    | Fashionista Presto Chango! Go Behind The Scenes With The Stars For Some Wardrobe Magic!                                                  |

## ヒストリー
番組は2007年10月12日、アメリカ合衆国のディズニーチャンネルで始まった。初回放送日の視聴率は約5.9百万人を記録した。
2009年2月16日放送の"お助けハンド"では7時から始まるディズニー・チャンネル ドラマ・シリーズ史上最高の4.5百万人を記録した。2009年6月26日放送の"Paint By Committee" では番組史上最高の6.0百万人を記録した。このエピソードはプリンセス・プロテクション・プログラム(日本放送は2009年8月15日)放送後のエピソードだった。

## 放送国・地域
ウェイバリー通りのウィザードたちは以下の国と地域で放送されている。
| 地域・国名       | 放送局                                               | 放送開始日                                          | その地域・国でのタイトル                                                          |
| ---------------- | ---------------------------------------------------- | --------------------------------------------------- | --------------------------------------------------------------------------------- |
| アメリカ合衆国   | ディズニー・チャンネル（英語版）                     | 2007年10月12日                                      | Wizards of Waverly Place                                                          |
| トルコ           | Digiturk（英語）                                     | 2007年10月24日                                      | Wizards of Waverly Place                                                          |
| トルコ           | Disney Channel Turkey（英語）                        | 2007年10月12日                                      | Wizards of Waverly Place                                                          |
| パキスタン       | Disney Channel                                       | 2007年10月12日 アメリカ プレミア                    | Wizards of Waverly Place                                                          |
| オーストラリア   | Disney Channel Australia（英語）                     | 2007年10月19日                                      | Wizards of Waverly Place                                                          |
| オーストラリア   | セブン・ネットワーク                                 | 2008年10月4日                                       | Wizards of Waverly Place                                                          |
| ニュージーランド | Disney Channel New Zealand（英語）                   | 2007年10月19日                                      | Wizards of Waverly Place                                                          |
| カナダ           | ファミリー（英語版）                                 | 2007年10月26日                                      | Wizards of Waverly Place                                                          |
| イギリス         | Disney Channel UK（英語）                            | 2007年11月3日                                       | Wizards of Waverly Place                                                          |
| インド           | Disney Channel India（英語）                         | 2008年5月5日                                        | Wizards of Waverly Place                                                          |
| スリランカ       | Disney Channel India（英語）                         | 2008年5月5日                                        | Wizards of Waverly Place                                                          |
| バングラデシュ   | Disney Channel India（英語）                         | 2008年5月5日                                        | Wizards of Waverly Place                                                          |
| オランダ         | Jetix                                                | 2009年5月                                           | Wizards of Waverly Place                                                          |
| イスラエル       | Arutz Ayladim (イスラエル放送局の子供向けチャンネル) | 2008年6月                                           | Wizards of Waverly Place                                                          |
| ブルガリア       | BNT 1（БНТ 1）（英語）                               | 2009年3月28日                                       | Магьосниците от Уейвърли Плейс                                                    |
| フランス         | Disney Channel France（英語）                        | 2008年1月22日                                       | Les Sorciers de Waverly Place                                                     |
| イタリア         | Disney Channel Italy（英語）                         | 2008年1月26日                                       | I Maghi Di Waverly                                                                |
| ポーランド       | Disney Channel Poland（英語）                        | 2008年2月29日                                       | Czarodzieje z Waverly Place                                                       |
| バーレーン       | Disney Channel Arabia（英語） MBC3（英語）           | 2008年2月29日                                       | Wizards of Waverly Place                                                          |
| エジプト         | Disney Channel Arabia（英語） MBC3（英語）           | 2008年2月29日                                       | Wizards of Waverly Place                                                          |
| ジョーダン       | Disney Channel Arabia（英語） MBC3（英語）           | 2008年2月29日                                       | Wizards of Waverly Place                                                          |
| クウェイト       | Disney Channel Arabia（英語） MBC3（英語）           | 2008年2月29日                                       | Wizards of Waverly Place                                                          |
| レバノン         | Disney Channel Arabia（英語） MBC3（英語）           | 2008年2月29日                                       | Wizards of Waverly Place                                                          |
| カタール         | Disney Channel Arabia（英語） MBC3（英語）           | 2008年2月29日                                       | Wizards of Waverly Place                                                          |
| サウジアラビア   | Disney Channel Arabia（英語） MBC3（英語）           | 2008年2月29日                                       | Wizards of Waverly Place                                                          |
| UAE              | Disney Channel Arabia（英語） MBC3（英語）           | 2008年2月29日                                       | Wizards of Waverly Place                                                          |
| フィンランド     | Disney Channel Scandinavia（英語）                   | 2008年2月29日                                       | Waverly Placen velhot                                                             |
| デンマーク       | Disney Channel Scandinavia（英語）                   | 2008年2月29日                                       | Magikerne på Waverly Place                                                        |
| ノルウェイ       | Disney Channel Scandinavia（英語）                   | 2008年2月29日                                       | Magikerne på Waverly Place                                                        |
| スウェーデン     | Disney Channel Scandinavia（英語）                   | 2008年2月29日                                       | Magi på Waverly Place                                                             |
| ドイツ           | Disney Channel Deutschland（英語）                   | 2008年3月8日                                        | Die Zauberer vom Waverly Place                                                    |
| ドイツ           | Super RTL（英語）                                    | 2008年9月1日                                        | Die Zauberer vom Waverly Place                                                    |
| スイス           | SRF zwei（英語）                                     | 2009年4月11日                                       | Die Zauberer vom Waverly Place                                                    |
| 香港             | Disney Channel Asia（英語）                          | 2008年3月9日                                        | Wizards of Waverly Place (香港、インドネシア、マレーシア、フィリピン、韓国、タイ) |
| インドネシア     | Disney Channel Asia（英語）                          | 2008年3月9日                                        | Wizards of Waverly Place (香港、インドネシア、マレーシア、フィリピン、韓国、タイ) |
| マレーシア       | Disney Channel Asia（英語）                          | 2008年3月9日                                        | Wizards of Waverly Place (香港、インドネシア、マレーシア、フィリピン、韓国、タイ) |
| フィリピン       | Disney Channel Asia（英語）                          | 2008年3月9日                                        | Wizards of Waverly Place (香港、インドネシア、マレーシア、フィリピン、韓国、タイ) |
| シンガポール     | Disney Channel Asia（英語）                          | 2008年3月9日                                        | Wizards of Waverly Place (香港、インドネシア、マレーシア、フィリピン、韓国、タイ) |
| 韓国             | Disney Channel Asia（英語）                          | 2008年3月9日                                        | Wizards of Waverly Place (香港、インドネシア、マレーシア、フィリピン、韓国、タイ) |
| タイ             | Disney Channel Asia（英語）                          | 2008年3月9日                                        | Wizards of Waverly Place (香港、インドネシア、マレーシア、フィリピン、韓国、タイ) |
| ベトナム         | Disney Channel Asia（英語）                          | 2008年3月9日                                        | Những phù thủy xứ Waverly (ベトナム)                                              |
| ブラジル         | Disney Channel Latin America（英語）                 | 2008年3月23日 (先行放送) 2008年4月11日 (放送開始日) | Os Feiticeiros de Waverly Place                                                   |
| ドミニカ共和国   | Disney Channel Latin America                         | 2008年3月23日 (先行放送) 2008年4月14日 (放送開始日) | Los hechiceros de Waverly Place                                                   |
| アルゼンチン     | Disney Channel Latin America                         | 2008年3月23日 (先行放送) 2008年4月14日 (放送開始日) | Los hechiceros de Waverly Place                                                   |
| ボリビア         | Disney Channel Latin America                         | 2008年3月23日 (先行放送) 2008年4月14日 (放送開始日) | Los hechiceros de Waverly Place                                                   |
| チリ             | Disney Channel Latin America                         | 2008年3月23日 (先行放送) 2008年4月14日 (放送開始日) | Los hechiceros de Waverly Place                                                   |
| コロンビア       | Disney Channel Latin America                         | 2008年3月23日 (先行放送) 2008年4月14日 (放送開始日) | Los hechiceros de Waverly Place                                                   |
| ハイチ           | Disney Channel Latin America                         | 2008年3月23日 (先行放送) 2008年4月14日 (放送開始日) | Los hechiceros de Waverly Place                                                   |
| メキシコ         | Disney Channel Latin America                         | 2008年3月23日 (先行放送) 2008年4月14日 (放送開始日) | Los hechiceros de Waverly Place                                                   |
| プエルトリコ     | Disney Channel Latin America                         | 2008年3月23日 (先行放送) 2008年4月14日 (放送開始日) | Los hechiceros de Waverly Place                                                   |
| ペルー           | Disney Channel Latin America                         | 2008年3月23日 (先行放送) 2008年4月14日 (放送開始日) | Los hechiceros de Waverly Place                                                   |
| パラグアイ       | Disney Channel Latin America                         | 2008年3月23日 (先行放送) 2008年4月14日 (放送開始日) | Los hechiceros de Waverly Place                                                   |
| ウルグアイ       | Disney Channel Latin America                         | 2008年3月23日 (先行放送) 2008年4月14日 (放送開始日) | Los hechiceros de Waverly Place                                                   |
| ベネズエラ       | Disney Channel Latin America                         | 2008年3月23日 (先行放送) 2008年4月14日 (放送開始日) | Los hechiceros de Waverly Place                                                   |
| パナマ           | Disney Channel Latin America                         | 2008年3月23日 (先行放送) 2008年4月14日 (放送開始日) | Los hechiceros de Waverly Place                                                   |
| 台湾             | Disney Channel Taiwan（英語）                        | 2008年3月28日                                       | 《少年魔法師》                                                                    |
| 日本             | ディズニーチャンネル                                 | 2008年4月18日                                       | ウェイバリー通りのウィザードたち                                                  |
| スペイン         | Disney Channel Spain（英語）                         | 2008年1月18日                                       | Los Magos de Waverly Place                                                        |
| スペイン         | アンテナ3                                            |                                                     | Los Magos de Waverly Place                                                        |